# Сгибания рук
Сгиба́ния рук — изолированное упражнение со свободным весом (или в тренажёре). Является одним из популярных упражнений в бодибилдинге (особенно — в культуризме). Как и во многих других силовых упражнениях, в сгибании рук очень важна правильная техника выполнения упражнения. Неправильное выполнение приводит к перегрузке поясницы, локтевых суставов и плеч и может стать причиной травм.
Упражнение может выполняться стоя, сидя, или в наклоне (прямом и обратном) с упором (или без) на скамью. При выполнении упражнения сидя штанга не позволит выполнять упражнение с полной амплитудой, поэтому для такого варианта упражнения используют гантели или блоки (рамы).

## Техника
В исходном положении ноги — на ширине плеч, немного согнуты в коленях для уменьшения нагрузки на поясницу, ступни расположены почти параллельно, носки направлены немного в стороны. Штанга держится на прямых руках хватом снизу (ладони смотрят вверх), локти строго вертикально по сторонам туловища. Ширина хвата такая, чтобы кисти располагались чуть шире бёдер, но может варьироваться — важно подобрать наиболее комфортную для выполнения упражнения ширину хвата. Во избежание травм положение запястий должно быть зафиксировано. Поясница чуть прогнута и зафиксирована.
На выдохе, сгибая руки в локтях, штанга поднимается до уровня плеч, но не выше. В верхней точке траектории необходимо сделать паузу, держа при этом бицепсы напряжёнными, осуществляя «прожим» целевой мышцы. Затем на вдохе штанга плавно опускается в исходное положение.

### Ошибки
Самые распространённые ошибки при выполнении всех вариантов упражнения сводятся к следующим:
- отрыв локтей от пюпитра при сгибаниях рук с гантелями или штангой на скамье Скотта;
- неправильное положение на скамье Скотта (неплотное прилегание подмышек к скамье, для чего регулируется высота сиденья);
- не удержание пропонации при выполнении упражнения на скамье Скотта (поворота запястья), правильное положение рук — ладонями вниз или вверх; сгибание нейтральным хватом с превращением упражнения в «молот» — неправильно;
- разведение локтей в стороны, смещение их назад и заброс штанги, используя инерцию движения отягощения и помогая себе всем телом («читингуя»), — это подключает нецелевые мышцы и бицепсы не достаточно прорабатываются.

## Варианты исполнения

Сгибания рук стоя с гантелями

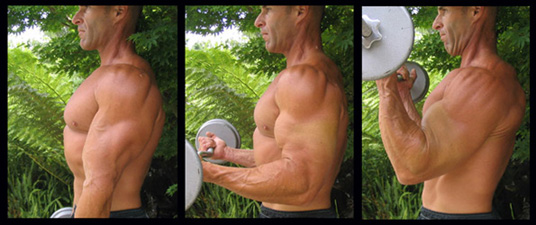
Сгибания рук стоя со штангой

Существует множество различных вариаций упражнения со штангой, гирей, гантелями, а также на нижнем блоке, в раме Смита и специальном тренажёре. Часто применяются специальным образом изогнутые EZ-грифы. Для фиксации локтей и уменьшения возможностей «читинга» (от англ. cheat — «мошенничество, обман») используют скамью Скотта, либо упор локтей в бедро или лавку.
Меняя ширину и направление хвата (ладонями к себе и от себя), можно смещать акценты усилия:
- при увеличении ширины хвата гриф штанги нагрузка больше приходится на внутреннюю головку бицепса (короткую, отвечающую за толщину бицепса), а при уменьшении ширины хвата — на внешнюю (длинную, отвечающую за выпирание бицепса)[3];
- при супинированном движении (ладонью вверх) работает только бицепс;
- только при естественном движении (ладонями друг к другу) в работу подключается плечевая мышца (брахиалис)[3], такой вариант называется «молотом»[4];
- при развороте кисти на хват сверху грифа нагрузка увеличивается на основную мышцу предплечья — плечелучевая мышца (брахиорадиалис)[3].

Основные хваты:
- узкий нижний хват для одинаковой проработки обеих головок; Используется в таких упражнениях, как подъем штанги на бицепс стоя узким хватом[5].
- нейтральный хват (ладони друг к другу) для проработки внешней (длинной) головки, а также брахиалиса и брахиорадиалиса; Используется в упражнении молот с гантелями либо в сгибаниях рук со специальной штангой.
- широкий нижний хват для проработки внутренней (короткой) головки. Используется в сгибаниях рук со штангой стоя и сидя широким хватом, а также в сгибаниях рук с гантелями стоя.
- пронированный (открытый хват), ладони развернуты вверх. Такая вариация применяется для развития наружной, короткой головки бицепса и повышения его так называемого "пика". Используется в таком упражнении, как сгибания официанта[6] с гантелью.

Сгибание рук в локтях с толстым грифом (50—75 мм против стандартных 25—27 мм) невероятно сложное упражнение, хорошо развивающее предплечья и запястья, необходимые для армлифтинга. Вес отягощения с толстым грифом можно поднять в среднем не более 50—60% от веса при подъёме на бицепс с обычным грифом. Этот вариант упражнения считали лучшим для хвата такие атлеты, как Алан Калверт, один из «отцов-основателей» современного тренинга с отягощениями, Виллоубай, будучи чемпионом страны в тяжёлой атлетике.